# حبيب بلعيد
حبيب محمد بلعيد (مواليد 28 مارس 1986 في بوبينيي - فرنسا) لاعب كرة قدم جزائري يلعب حاليا لصالح نادي سيدان في الدوري الفرنسي الدرجة الثانية منذ 2010 في مركز قلب الدفاع. ومنه إلى مولودية الجزائر ثم الصفاقسي التونسي ثم رويال وايت ستار بروكسل البلجيكي ثم نادي ساريسبورغ 08 النرويجي.

## روابط خارجية
- حبيب بلعيد على موقع الاتحاد الدولي (مؤرشف)  (الإنجليزية)
- حبيب بلعيد على موقع رابطة كرة القدم الفرنسية للمحترفين (الإنجليزية)
- حبيب بلعيد على موقع قاعدة بيانات كرة القدم.إي يو (الإنجليزية)
- حبيب بلعيد على موقع بيانات كرة القدم. دي إي (الألمانية)
- حبيب بلعيد على موقع ناشيونال فوتبول تيمز (الإنجليزية)
- حبيب بلعيد على موقع Soccerway.com (الإنجليزية)
- حبيب بلعيد على موقع عالم كرة القدم.نت (الإنجليزية)
- حبيب بلعيد على موقع كووورة